# I den elvte Time
I den elvte Time er en amerikansk stumfilm fra 1916 af Maurice Tourneur.

## Medvirkende
- House Peters som Frank Sargeant
- Barbara Tennant som Julia Annersley
- Lionel Adams som Dr. Hugh Annersley
- Leslie Stowe som Dr. Appledan
- George Cowl som Griswold